# Abujazid Mancigov
Abujazid Ruslanovič Mancigov (in russo Абуязид Русланович Манцигов?; Vladimir, 28 luglio 1993) è un lottatore russo, specializzato nella lotta greco-romana.
È stato campione del mondo a Nur Sultan 2019 ed europeo a Bucarest 2019 nella categoria 72 chilogrammi.

## Palmarès
- Mondiali

Nur-Sultan 2019: oro nei 72 kg.
- Europei

Novi Sad 2017: bronzo nei 71 kg.
Bucarest 2019: oro nei 72 kg.
- Europei cadetti

Sarajevo 2010: bronzo nei 63 kg.